# Minister for FN's klimakonference i København i 2009
Minister for FN's klimakonference i København i 2009 var en midlertidig ministerpost i Danmark. Den eneste minister var Connie Hedegaard. Hun fik ministerposten efter hun den 24. november 2009 blev udnævnt til Danmarks kommende EU-kommissær og derfor trådte tilbage som Klima- og energiminister.
Ministerens opgave var at stå for FN's klimakonference i København i 2009, også kaldet COP15. Efter denne var overstået fratrådte Connie Hedegaard som minister 20. december 2009.